# 許積
許積（：／；1610年—1680年5月11日），字汝車，號默齋、又号休翁，本貫陽川許氏，朝鮮王朝的文臣及政治人，詩人。諡號肅憲。1664年，1671年，1674年任議政府領議政及他的禮訟論爭時南人穩健派的領導人物。

## 著作
- 《日記》
- 《許相國奏議》